# Pylaisiopsis speciosa
Pylaisiopsis speciosa är en bladmossart som beskrevs av Broth.. Pylaisiopsis speciosa ingår i släktet Pylaisiopsis och familjen Sematophyllaceae. Inga underarter finns listade i Catalogue of Life.